# Pitta iris
Pitta iris е вид птица от семейство Pittidae.

## Разпространение
Видът е разпространен в Австралия.